# امیلین، بخشلابارتو
امیلین، بخشلابارتو (به لاتین: Amelin, Lubartów County) یک منطقهٔ مسکونی در لهستان است که در Gmina Kamionka واقع شده‌است.